# إطعام قسري
التزقيم أو الإطعام القسري هو ممارسة إطعام الإنسان أو الحيوان ضد إرادتهما. مصطلح يشير إلى توفير مادة عن طريق أنبوب تغذية بلاستيكي صغير يمر عبر الأنف (أنفي معدي) أو فم (فموي) إلى المعدة.

## في الطب النفسي
في بعض البلدان، في الحالات المستعصية، يمكن تغذية المرضى الذين يعانون من فقدان الشهية العصبي طريق الأنبوب الأنفي المعدي داخل مستشفيات الأمراض النفسية المتخصصة. قد تكون هذه الممارسة مزعجة للغاية لكل من مرضى فقدان الشهية وطاقم الرعاية الصحية. 
تقوم بعض الدول بإجبار السجناء على إطعام السجناء عندما يضربون عن الطعام. وقد تم حظره منذ عام 1975 بموجب إعلان طوكيو الصادر عن الجمعية الطبية العالمية، بشرط أن يكون السجين «قادرًا على تشكيل حكم سليم وعقلاني». قد يتم انتهاك هذا الحظر بطريقة يمكن تصنيفها على أنها تعذيب، حيث قد تكون مؤلمة للغاية وتؤدي إلى نزيف حاد وانتشار الأمراض المختلفة عن طريق تبادل الدم والمخاط، خاصة عند إجرائها بأجهزة قذرة على نزلاء السجون. تُستخدم أنابيب الإطعام الكبيرة بشكل تقليدي للسجناء المضربين عن الطعام  بينما تُفضل الأنابيب الرفيعة في المستشفيات.

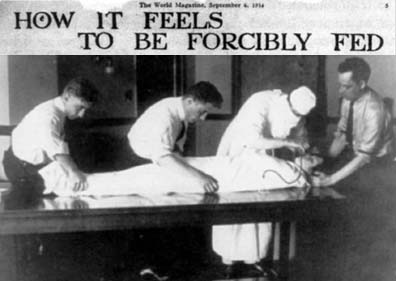
قصاصة من مجلة وورلد ، 6 سبتمبر 1914

عندما أضرب المناضلون بحق المرأة، الذين سُجنوا أثناء حملتهم الانتخابية لصالح النساء، عن الطعام تم إطعامهم قسريًا.. تم إدخال الأنابيب المطاطية من خلال الفم (في بعض الأحيان فقط من خلال الأنف) وفي المعدة، وسكب الطعام إلى أسفل؛، وهي تجربة شبهت بالاغتصاب. في رسالة مهربة، وصفت سيلفيا بانكهورست كيف أمسكها السجانين وفتح فمها بكمامة فولاذية. نزفت لثتها، وتقيأت معظم السائل بعد ذلك.

كانت إثيل مورهيد، في سجن كالتون، أول امرأة في اسكتلندا يتم إطعامها قسراً، والتي أصيبت بمرض خطير على الرغم من كونها تحت إشراف طبي. جادل الحاكم، الرائد الذي يدعى ويليام ستيوارت، بأن مرضها لم يكن بسبب نظام التغذية، لكنه قال أيضًا:
يجب أن نواجه حقيقة أن التغذية الاصطناعية مصحوبة بالمخاطرة ويجب أن نعلم [سجناء الاقتراع] أنه بينما نقدر المخاطر، فإننا مستعدون تمامًا للمضي قدمًا ولن نمتنع عن احتجاز أشخاص مثل [مورهيد] فقط لأن هناك خطرا على صحتها، إذا اتخذنا الخطوات اللازمة للتأكد من أن احتجازهم فعال. هم يظنون انهم يمكنهم تخويفنا من خلال الإشارة إلى المخاطر على الصحة.

## للفتيات قبل الزواج
كان يُمارس يُمارس في شمال إفريقيا ولا يزال في موريتانيا. تعتبر السمنة من أصول الزواج عند النساء. ثقافيًا، تُجبر بعض الفتيات من قبل أمهاتهن أو جداتهن على الإفراط في تناول الطعام، وغالبًا ما يكون مصحوبًا بالعقاب البدني ذا لم تأكل الفتاة (على سبيل المثال، ضغط إصبع بين قطعتين من الخشب) إ. والنتيجة المقصودة هي ظهور سريع للسمنة، وقد تبدأ الممارسة في سن مبكرة وتستمر لسنوات. لا يزال هذا هو التقليد السائد في موريتانيا بلد الساحل الذي يعاني من نقص التغذية (حيث يطلق عليه لبلوح)، حيث يتسبب في مخاطر صحية كبيرة على السكان الإناث؛ لم يعد بعض الرجال الأصغر سنا يصرون على زوجات ممتلئات البدن، لكن معايير الجمال التقليدية تظل جزءًا من الثقافة. 
تم استخدام التغذية القسرية لإعداد الحيوانات للذبح. في بعض الحالات، كما هو الحال مع البط والإوز الذي يتم تربيته من أجل فطائر فوا جرا وبطة بكين، لا يزال يمارس حتى اليوم.
يستخدم Gavage في بعض الدراسات العلمية مثل تلك التي تنطوي على معدل التمثيل الغذائي. يمارس على حيوانات المختبر المختلفة، مثل الفئران. يمكن إعطاء سوائل مثل الأدوية للحيوانات عبر أنبوب أو محقنة.